# Sârbi (Bihor)
Sârbi oder Sîrbi [ˈsɨrbʲ] (ungarisch Alsótótfalu) ist eine Gemeinde im Kreis Bihor im Westen Rumäniens.
Sie liegt im Kreischgebiet auf einer Höhe von etwa 178 m über dem Meeresspiegel. Etwa zwanzig Kilometer westlich von Sârbi verläuft die ungarisch-rumänische Grenze. Der Ort Sârbi ist 36 Kilometer nordöstlich von der Kreishauptstadt Oradea (Großwardein) entfernt.
Der Name des Dorfes Sârbi ist bedeutungsgleich mit der rumänischen Bezeichnung für die Serben.